# Too Much Monkey Business
"Too Much Monkey Business" is een nummer van de Amerikaanse muzikant Chuck Berry. In september 1956 werd het nummer uitgebracht als single. In 1957 stond het nummer op zijn debuutalbum After School Session. Ook werd het uitgebracht als ep.

## Achtergrond
"Too Much Monkey Business" is geschreven door Berry en geproduceerd door Leonard en Phil Chess. Het nummer werd op 16 april 1956 opgenomen in de studio Universal Recording Corporation in Chicago. De begeleidingsband van Berry bestond uit pianist Johnnie Johnson, contrabassist Willie Dixon en drummer Fred Below. De single bereikte de Amerikaanse Billboard Hot 100 weliswaar niet, maar kwam wel tot de vierde plaats in de r&b-lijst in dat land.

## Covers
"Too Much Monkey Business" is gecoverd door een aantal artiesten. Elvis Presley nam het op tijdens de opwarmsessies voor de film Stay Away, Joe uit 1968. Deze versie werd later dat jaar uitgebracht op het compilatiealbum Elvis Sings Flaming Star. Het werd eveneens opgenomen door een aantal bands uit de Britse invasie. The Beatles nam het op 3 september 1963 op voor het radioprogramma Pop Go The Beatles, met zang van John Lennon. In 1994 werd deze versie uitgebracht op het album Live at the BBC.
The Hollies bracht een cover uit voor hun tweede album In the Hollies Style uit 1964. The Yardbirds, met Eric Clapton op gitaar, speelde het live in de Marquee Club in een versie die werd uitgebracht op Five Live Yardbirds uit 1964. The Kinks bracht het nummer uit op hun debuutalbum The Kinks uit 1964; het was een van de twee covers van Berry, samen met "Beautiful Delilah". The Youngbloods brachten het uit op hun album Earth Music uit 1967.
Andere covers zijn afkomstig van The Applejacks, Freddy Cannon, The Mindbenders, The Rainbows en Wishbone Ash. Tevens was het een van de nummers die werd opgenomen tijdens het Million Dollar Quartet, een jamsessie tussen Presley, Carl Perkins, Johnny Cash en Jerry Lee Lewis.

## Invloed
"Too Much Monkey Business" had invloed op het nummer "Subterranean Homesick Blues" van Bob Dylan. Glamrocker Johnny Thunders bracht een eerbetoon aan het nummer op zijn "Too Much Junkie Business", een mix tussen "Too Much Monkey Business" en "Pills" van Bo Diddley. Ook vormde de versie van Berry de basis voor "Too Much" van KMFDM; dit nummer werd uitgebracht op hun compilatiealbum 84-86. Verder had het invloed op "Monkey Business" van Michael Jackson, opgenomen in 1989 tijdens de sessies voor Dangerous en in 2004 uitgebracht op The Ultimate Collection.